# Alfredo Jaar

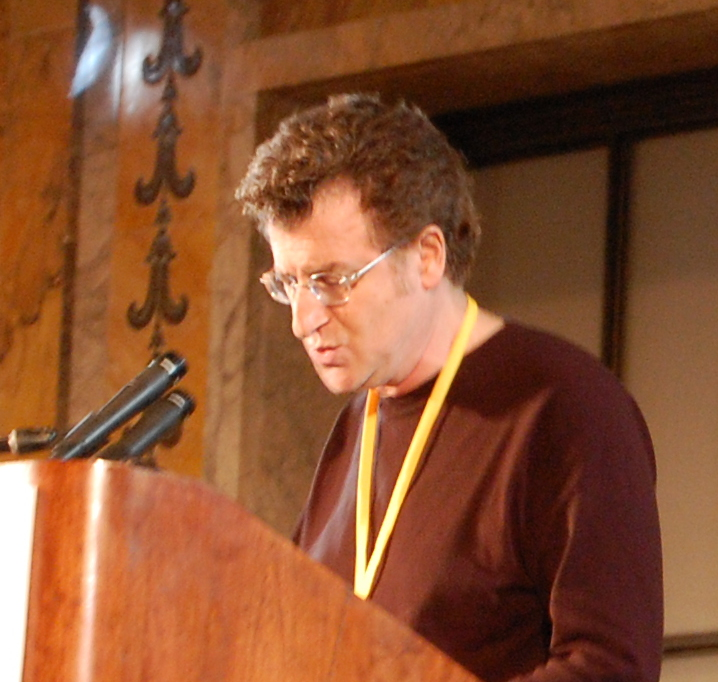
Alfredo Jaar, 2009

Alfredo Jaar (* 1956 in Santiago de Chile) ist ein Künstler aus Chile. Er lebt und arbeitet in New York. Seine meistens installativen Arbeiten nehmen politische Themen von Einwanderung bis zum Völkermord in Ruanda auf, wobei er auch die Medien und seine eigene Position als Bildproduzent analysiert. Jaar stellte auf zahlreichen internationalen Ausstellungen aus, so auf der documenta 8 und Documenta11 in Kassel und 1986 und 2007 auf der Biennale in Venedig.
2000 war er MacArthur Fellow. Eine umfassende Werkschau zeigten im Sommer 2012 gleich drei Kunst-Institutionen Berlins. Die Neue Gesellschaft für Bildende Kunst (NGBK), die Alte Nationalgalerie und die Berlinische Galerie hatten je verschiedene Phasen des Œuvres in den Vordergrund gestellt. Für das 2010 eröffnete Museo de la Memoria y los Derechos Humanos in Santiago de Chile schuf Jaar das unterirdische Mahnmal La Geometría de la Conciencia.
2020 wurde Jaar „für seine Erkundungen komplexer sozialpolitischer Angelegenheiten“ mit dem Hasselblad-Preis ausgezeichnet. „Mit seinen ruhigen und meditativen Arbeiten richte er den Blick auf humanitäre Katastrophen, militärische Konflikte, politische Korruption und wirtschaftliche Ungleichheit in aller Welt.“
Alfredo Jaar ist der Vater des Musikers Nicolas Jaar.